# Marchande de poterie au parapluie
Marchande de poterie au parapluie est un tableau réalisé par le peintre français Paul Sérusier en 1892 à Huelgoat, dans le Finistère, en Bretagne. De format vertical, cette peinture à l'huile sur papier marouflé sur toile est le portrait d'une vieille Bretonne assise sous un parapluie noir alors qu'elle vend des poteries posées devant elle sur le sol. Achetée peu avant son ouverture en juin 2025, l'œuvre est conservée au musée Sérusier de Châteauneuf-du-Faou.